# エリトリアの銀行の一覧

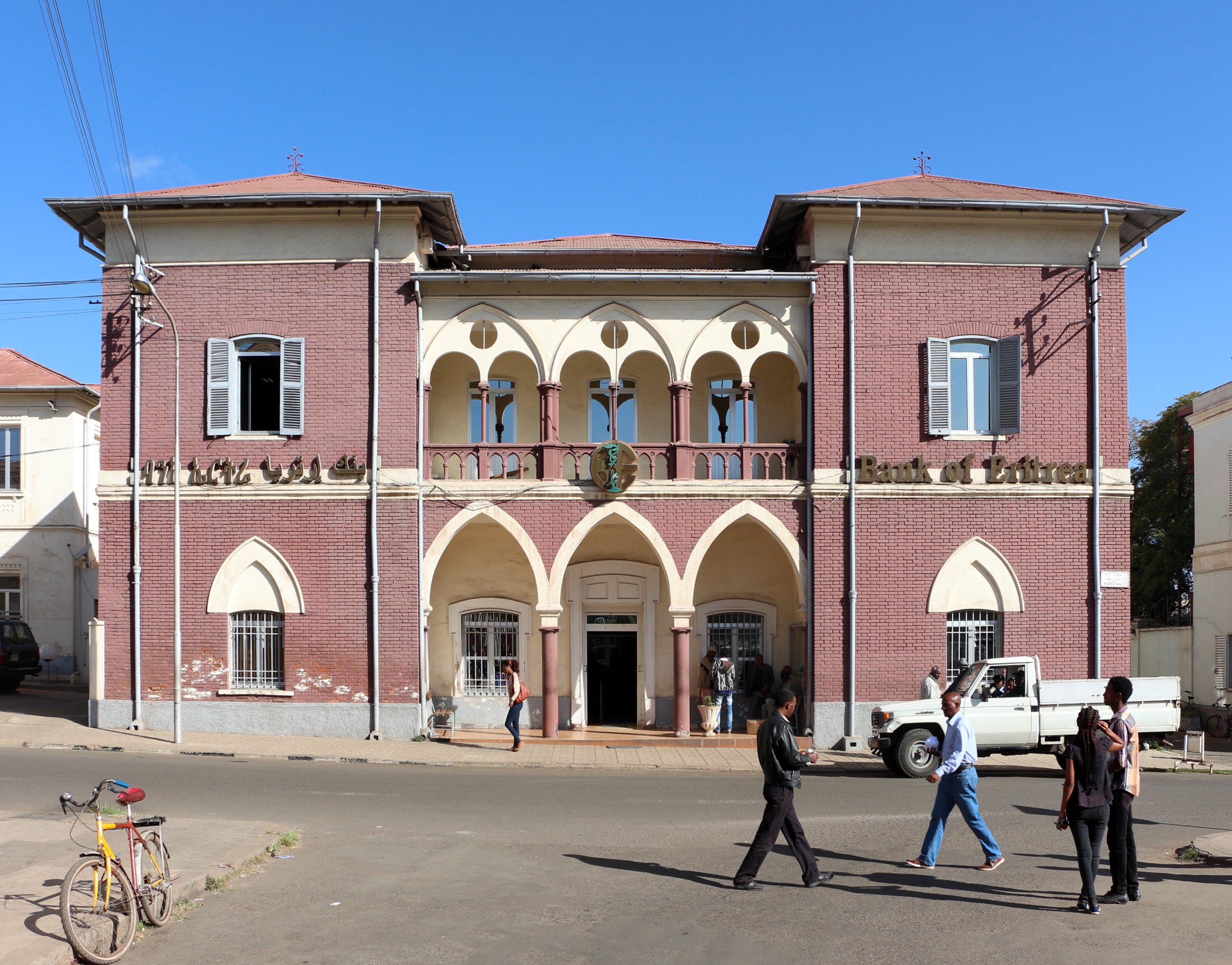
中央銀行であるエリトリア銀行

エリトリアの銀行の一覧（エリトリアのぎんこうのいちらん）は、以下に示すとおりである。
- エリトリア商業銀行 (Commercial Bank of Eritrea)
- エリトリア投資開発銀行 (Eritrean Investment and Development Bank)
- エリトリア住宅商業銀行 (Housing and Commercial Bank of Eritrea)